# منتخب تايلاند لكرة القدم

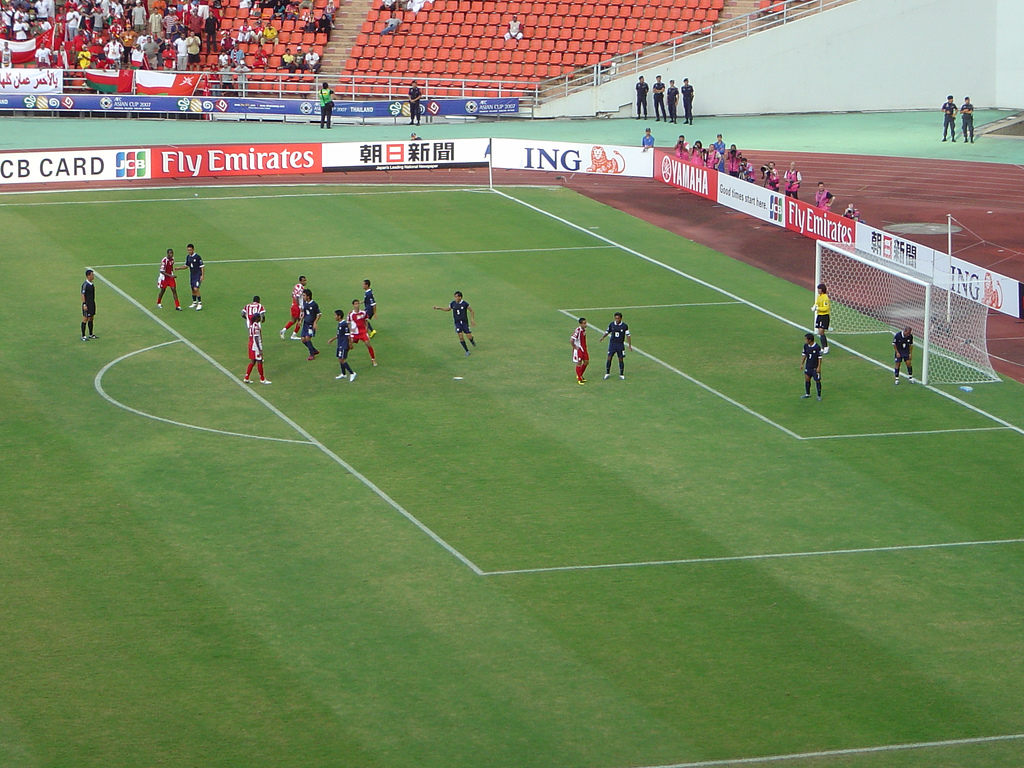
لعب المنتخب التايلندي أمام المنتخب العماني في مرحلة المجموعات ببطولة كأس آسيا 2007.

منتخب تايلاند لكرة القدم (بالتايلندية: ฟุตบอลทีมชาติไทย) هو الممثل الرسمي لتايلاند في رياضة كرة القدم، وهو خاضع لإدارة اتحاد تايلند لكرة القدم. حل منتخب تايلند في المركز الثالث في كأس الأمم الآسيوية لكرة القدم 1972 وشارك في مسابقة الأولمبياد الصيفية مرتان، ودورة الألعاب الآسيوية أربع مرات.

## وصلات خارجية
- قائمة بيانات المنتخب من الموقع الرسمي للفيفا باللغة العربية
- Football Association of Thailand (بالتايلندية: {{{1}}})‏
- Thai Football.com
- Thai football page of Fifa.com
- Thai football Blog